# Martinus Nieuwenhuyzen

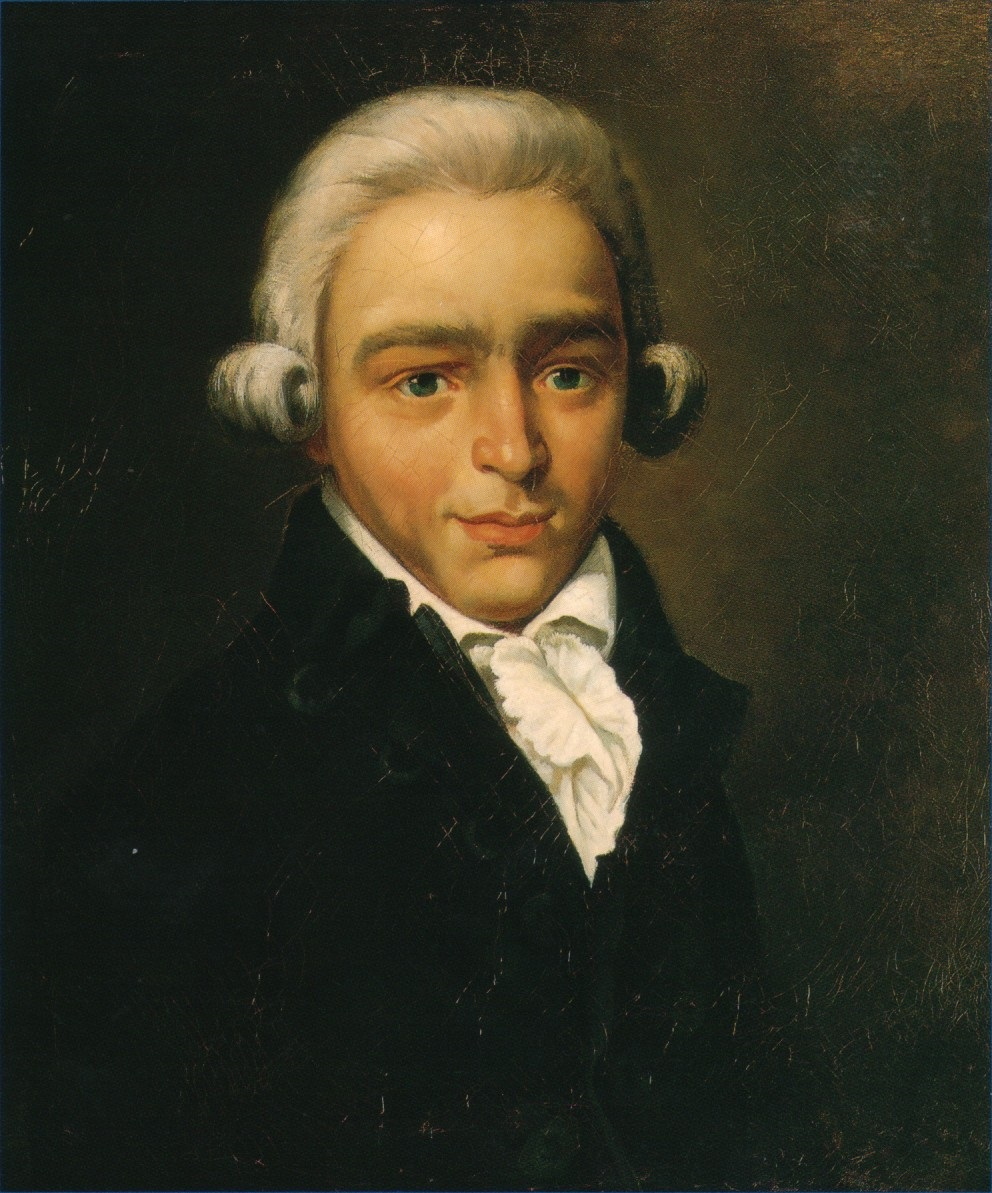
Martinus Nieuwenhuyzen 1759-1793

Martinus Nieuwenhuyzen (Middelharnis, 9 december 1759 - Haarlem, 6 maart 1793) was een Nederlands medicus en schrijver. Hij was de eerste secretaris van de Maatschappij tot Nut van 't Algemeen die door zes personen, waaronder zijn vader, de predikant Jan Nieuwenhuyzen, in 1784 was opgericht. Martinus was een van die zes en had een groot aandeel in zowel het maken van de plannen als de uitwerking daarvan.

## Levensloop
Martinus groeide op in Middelharnis en Aardenburg. Op zijn twaalfde jaar verhuisde hij naar Leiden om daar de lessen aan de Latijnse school te volgen. (De naam Nieuwenhuyzen werd ook wel als Nieuwenhuijzen gespeld)
In Leiden ontstond de interesse van Martinus voor botanisch en farmaceutisch onderzoek. In Harderwijk en Franeker studeerde hij daarna geneeskunde, waarin hij in 1784 promoveerde. Van 1785 tot medio 1787 was hij arts in Edam en secretaris van de Maatschappij.
Tijdens de politieke strijd tussen de prinsgezinden en de patriotten kozen Martinus, en een groot deel van de landelijke departementen van de Maatschappij, de zijde van de patriotten. Het deels prinsgezinde hoofdbestuur wilde Martinus toen kwijt en het eveneens sterk prinsgezinde stadsbestuur van Edam gaf hem daarom te verstaan dat hij de stad moest verlaten. Martinus vluchtte op 30 juni 1787 naar Amsterdam, met medeneming van het Nutsarchief. In Amsterdam werd een nieuw hoofdbestuur gevestigd en Martinus werd daarvan opnieuw de secretaris.
In Amsterdam vestigde hij zich als arts. In 1789 trouwde hij met de Haarlemse Anna Maria Herdingh. Vier jaar later werd hij tijdens een bezoek aan Haarlem plotseling ernstig ziek en overleed binnen enkele dagen, nog maar 33 jaar oud.

## Werken
In een aan zijn werken gewijd boek van P. N. Helsloot wordt Marinus Nieuwenhuyzen een pedagoog-geneesheer-dichter-patriot-menist genoemd. Als ware zoon van de Verlichting probeerde hij gedurende zijn korte leven revolutionaire denkbeelden over het openbaar onderwijs en de algemene ontwikkeling van volwassenen ingevoerd te krijgen.
In de jaren van zijn secretariaat schreef hij verschillende schoolboekjes voor de lagere school die door de Maatschappij werden uitgegeven.
In 1789 werd zijn treurspel Desdemona gepubliceerd, een burgerlijk bewerking van het toneelstuk Othello van William Shakespeare, de grote toneelschrijver die in die tijd volstrekt niet gewaardeerd werd vanwege het liederlijk, spottend en agressief karakter van zijn hoofdrollen. Voor de Doopsgezinde gemeente De Zon in Amsterdam schreef hij gezangen, mogelijk samen met Bernardus Bosch met wie hij ook De Menschenvriend schreef.